# Chersotis elegans
Chersotis elegans là một loài bướm đêm thuộc họ Noctuidae. Nó được tìm thấy ở vùng núi của Tây Ban Nha, Hy Lạp, Thổ Nhĩ Kỳ, Kavkaz, Liban, Israel và trung tây châu Á.
Con trưởng thành bay từ tháng 7 đến tháng 9. Có một lứa một năm.

## Phụ loài
- Chersotis elegans elegans
- Chersotis elegans hermonis (Israel)